# Tom Mix
Thomas Edwin Mix (nacido como Thomas Hezikiah Mix; 6 de enero de 1880-12 de octubre de 1940) fue un actor cinematográfico estadounidense, estrella de muchos de los primeros western del cine. Actuó en 336 filmes desde 1910 hasta 1935. Fue la primera gran estrella del western y marcó una pauta del género para los actores que le siguieron.

## Primeros años
Mix nació en el seno de un hogar relativamente pobre, en Mix Run, Pensilvania. Pasó su infancia en el cercano Dubois, Pensilvania, aprendiendo a cabalgar y trabajando en la granja local propiedad de John Dubois, un empresario de la madera. Soñaba con trabajar en el circo y se rumoreaba que sus padres le habían sorprendido practicando el lanzamiento de cuchillos utilizando a su hermana como ayudante. En abril de 1898, durante la guerra hispano-estadounidense, se alistó en el Ejército de los Estados Unidos con el nombre de Thomas E. (Edwin) Mix. Su unidad nunca sirvió fuera del país y, tras un largo permiso, no volvió al servicio, pues se casó con Grace I. Allin el 18 de julio de 1902. Mix fue considerado desertor el 4 de noviembre de 1902, pero nunca fue enjuiciado ni, aparentemente, absuelto. Su matrimonio con Allin fue anulado tras un año. En 1905 Mix se casó con Kitty Jewel Perinne, matrimonio que también acabó al año de celebrado. Volvió a casarse en 1907, en esta ocasión con Olive Stokes.
En 1905 Mix montó en la cabalgata de la toma de posesión de Theodore Roosevelt con un grupo de 50 jinetes liderados por Seth Bullock, y en el cual se encontraban varios de los antiguos Rough Riders (aunque años más tarde la publicidad de Hollywood lo afirmara, Mix no había sido un Rough Rider). Tras trabajar en diversas ocupaciones en el Territorio de Oklahoma, Mix encontró trabajo en el Rancho Miller Brothers 101, la empresa más grande de Estados Unidos en su género, con un total de 101.000 acres (409 km²), de ahí su nombre. Permaneció allí como un experto jinete y tirador, ganando el Campeonato Nacional de Monta y Rodeo de 1909.

## Carrera cinematográfica

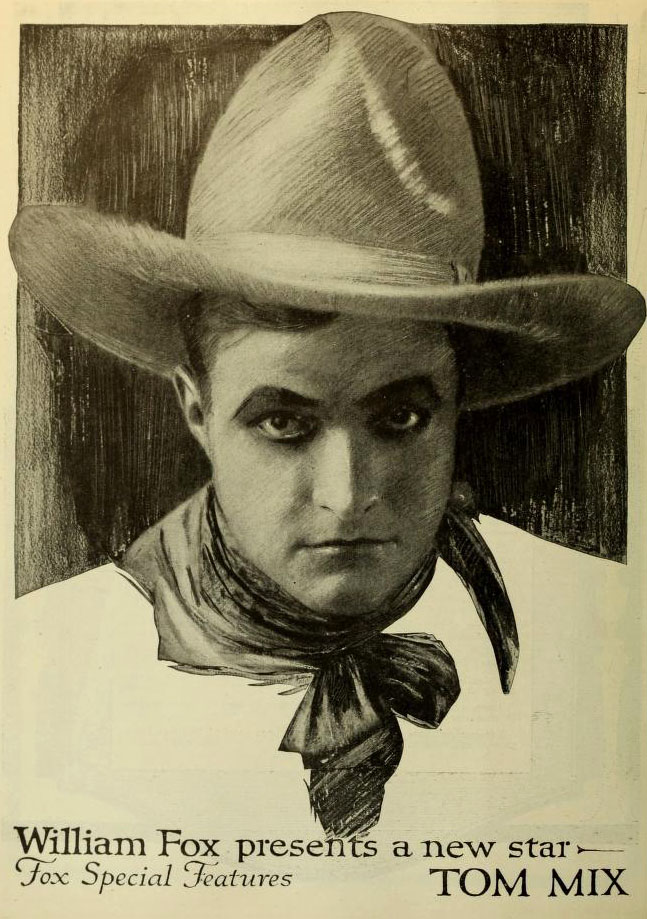
Anuncio (1917)
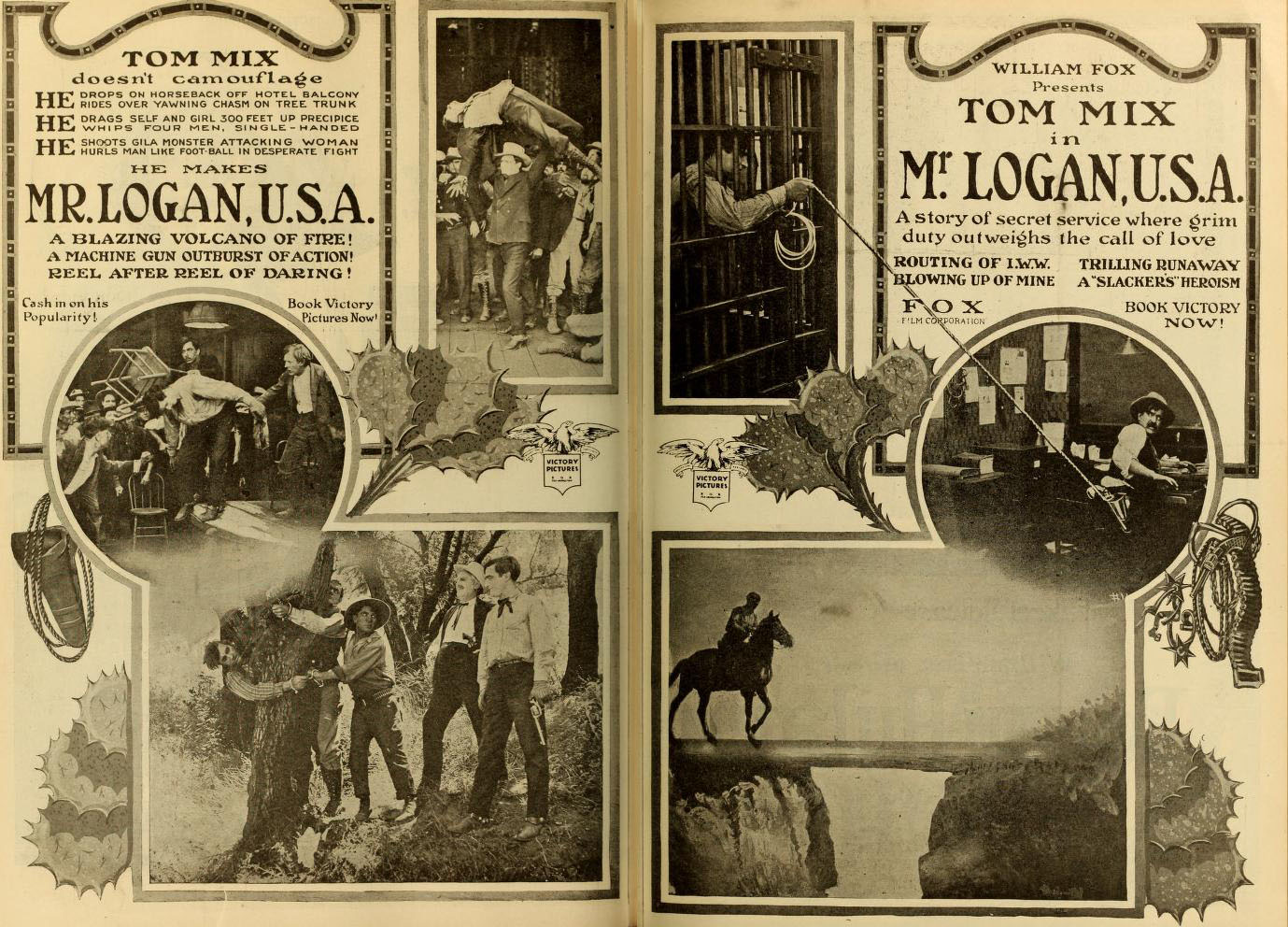
Mr. Logan, U.S.A. (1918)
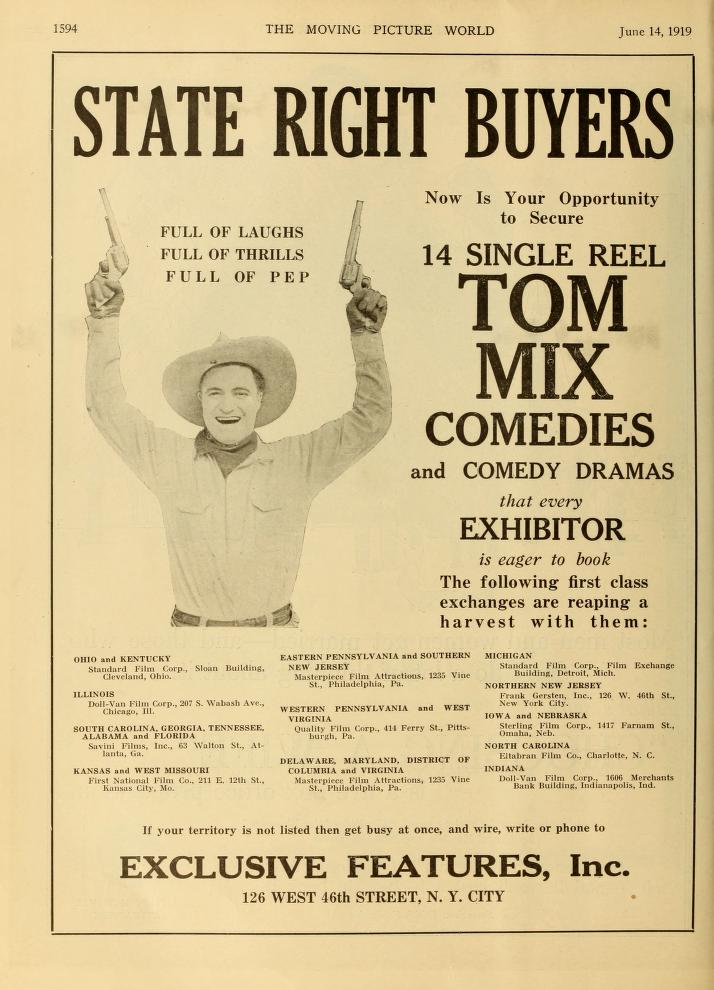
Anuncio (1919)
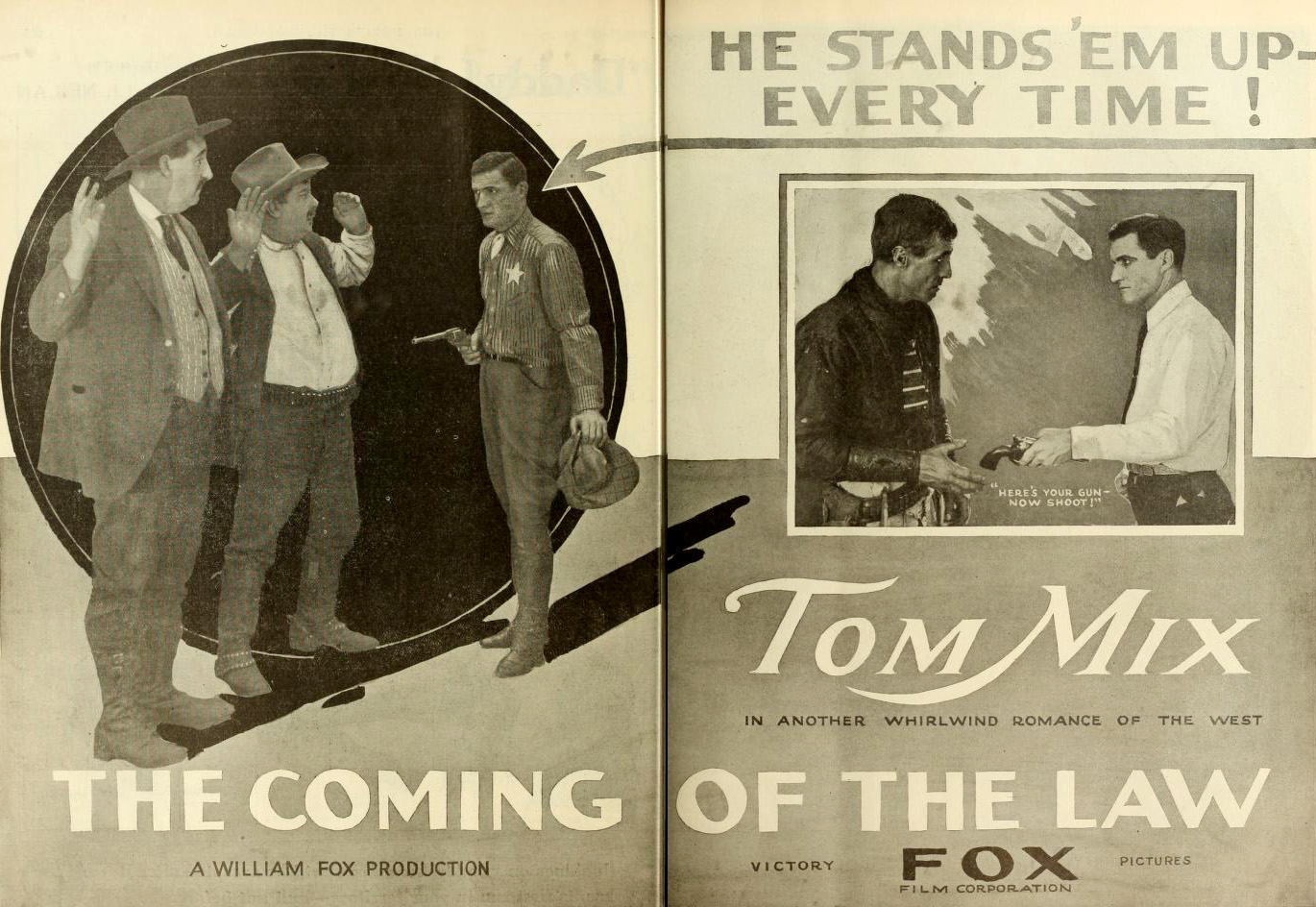
The Coming of the Law (1919)

### Selig Polyscope
Mix empezó su carrera en el cine como actor secundario en la Selig Polyscope Company. Su primer rodaje, en 1910 en el estudio de Edendale, Los Ángeles, fue Ranch Life in the Great Southwest, título en el cual mostraba sus habilidades como vaquero. El film fue un éxito y Mix se convirtió en una de las primeras estrellas cinematográficas. Actuó en más de 100 producciones para Selig, muchas de las cuales fueron rodadas en Las Vegas, Nuevo México. Estando con Selig trabajó en varias ocasiones con Victoria Forde, actriz de la que se enamoró. Se divorció de Olive Stokes en 1917, habiendo tenido ambos en 1912 una hija a la que llamaron Ruth. Por entonces Selig Polyscope tenía graves problemas financieros, y Tom Mix y Victoria Forde firmaron un contrato con Fox Film Corporation, productora que había arrendado el estudio Edendale. Mix y Forde se casaron en 1918 y tuvieron una hija, Thomasina Mix (Tommie), en 1922.

### Mixville
Hizo más de 160 westerns menores a lo largo de la década de 1920. Esos guiones orientados a la acción contrastaban con el estilo documental de su trabajo con Selig. Héroes y villanos estaban muy definidos y el protagonista sin tacha siempre ganaba. Millones de niños crecieron viendo sus películas los sábados por la tarde. Además, Mix no se dejaba doblar, por lo que resultaba lesionado con frecuencia.
El salario de Mix en Fox alcanzó los 17.500 dólares semanales. Gracias a ello, en Edendale Mix construyó una instalación de 12 acres que semejaba una verdadera ciudad fronteriza, con una calle polvorienta, saloon, cárcel, banco, etc., además de un desierto simulado, un gran corral y otros accesorios.
Durante 1929, el último año de Mix en el cine mudo, trabajó para Film Booking Office, una pequeña productora dirigida por Joseph P. Kennedy. Mix tenía 49 años y se preparaba para retirarse del cine. Ese mismo año, Mix asistió al funeral de Wyatt Earp colaborando como porteador del féretro.

### Década de 1930
Mix actuó con el Circo Sells-Floto en 1929, 1930 y 1931, con un salario semanal de 20.000 dólares. Él y Forde se divorciaron en 1931. A causa de sus múltiples matrimonios y del derroche del dinero, durante la Gran Depresión el actor perdió gran parte de su fortuna. En 1932 se casó con Mabel Hubbard Ward. Universal Pictures le ofreció ese año la posibilidad de trabajar en el cine sonoro, controlando los guiones y los repartos de sus producciones. Rodó 9 títulos para Universal, pero a causa de las lesiones sufridas en los rodajes no quiso continuar actuando. Mix después trabajó en el circo de Sam B. Dill, el cual adquirió dos años más tarde (1935). En 1933 la empresa Ralston-Purina obtuvo su permiso para producir la serie radiofónica Tom Mix Ralston Straight Shooters, la cual, excepto un año durante la Segunda Guerra Mundial, se mantuvo con gran popularidad hasta los primeros años cincuenta. (Mix nunca actuó en esas emisiones, y su personaje fue interpretado por actores de voz.) Su última actuación para la pantalla fue una serie de 15 episodios para Mascot Pictures llamada The Miracle Rider (1935), por la cual obtuvo 40.000 dólares por cuatro semanas de rodaje. También ese año, el gobernador de Texas James Allred nombró a Mix Ranger honorario. Mix volvió a trabajar en el circo, en esta ocasión con su hija mayor, Ruth, que había actuado en algunos de sus filmes. En 1938 Mix fue a Europa en un viaje promocional, mientras que su hija se quedó en Estados Unidos a fin de dirigir el circo, el cual finalmente fracasó. El actor posteriormente desheredó a su hija, a pesar de la fortuna acumulada en sus 26 años de carrera cinematográfica.

## Fallecimiento
En la tarde del 12 de octubre de 1940 Mix estaba conduciendo su Cord 812 de 1937 cerca de Florence, Arizona (entre Tucson y Phoenix), en la U.S. Route 80, cuando tuvo un accidente al encontrarse con un tramo de la ruta en obras. Una maleta de aluminio de su equipaje se soltó, le golpeó la cabeza y le rompió el cuello. El actor falleció casi instantáneamente. Tenía sesenta años.
El lugar de su muerte se localiza en la actual Arizona State Route 79, existiendo un hito recordatorio del suceso. Mix fue enterrado en el Cementerio Forest Lawn Memorial Park de Glendale (California) el 16 de octubre de 1940, asistiendo a su funeral personalidades de Hollywood y miles de fanes.

## Galardones
Por su contribución a la industria cinematográfica, Tom Mix tiene una estrella en el Paseo de la Fama de Hollywood, en el 1700 de Vine Street. En 1958 fue incluido en el Western Performers Hall of Fame del National Cowboy & Western Heritage Museum en Oklahoma City, Oklahoma.

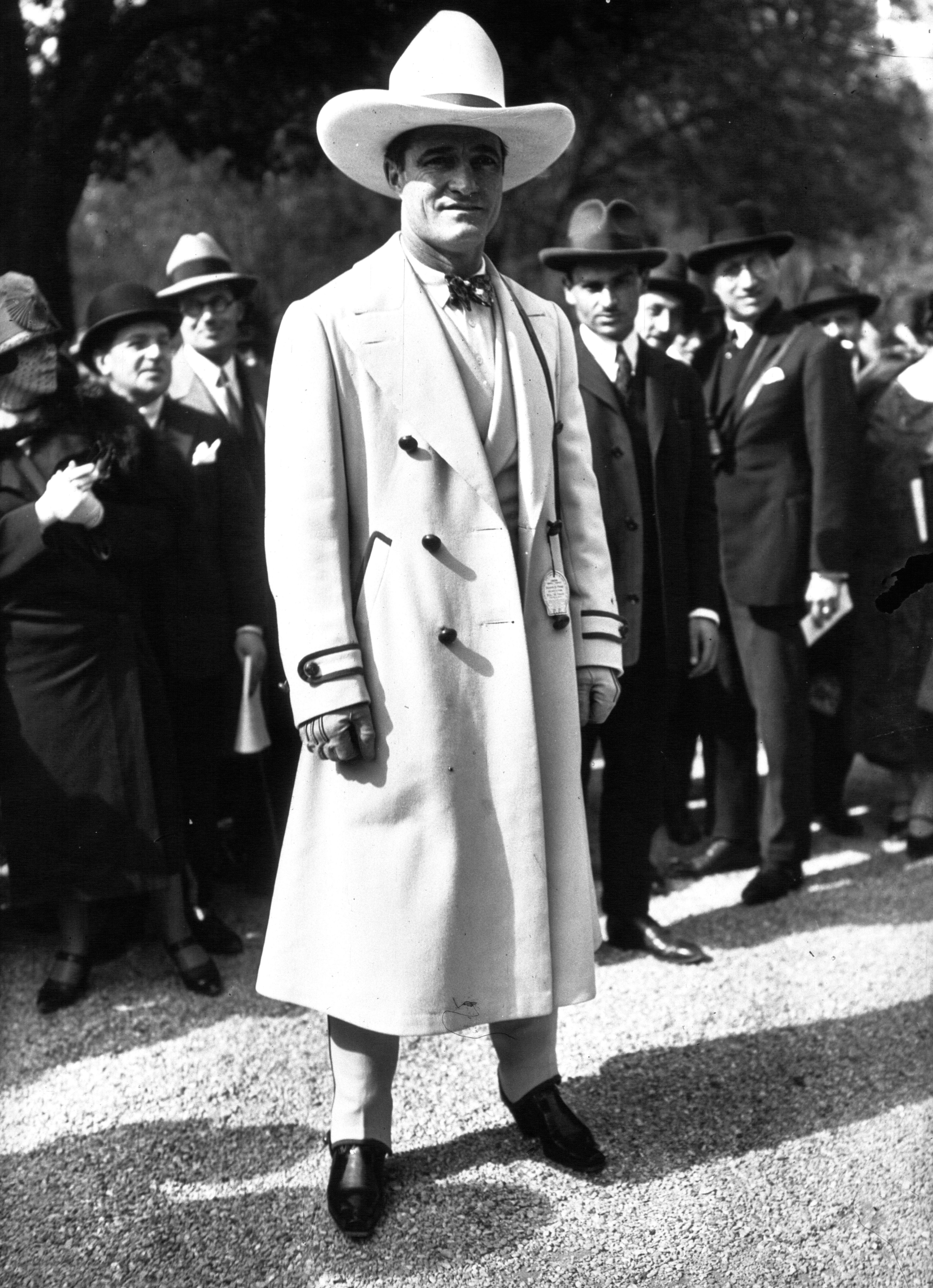
Tom Mix 1925

## En la cultura popular
- Tom Mix es mencionado en la canción de Chava Flores "Dos horas de balazos", que cuenta la revisión de la trama de una película en la que aparece Buck Jones, Bill Boy y Tim McCoy como personajes que intervienen en un tiroteo que duró dos horas contra unos ladrones de una hacienda.

- Su figura aparece en la famosa portada del disco de los Beatles Sgt. Pepper's Lonely Hearts Club Band, en la segunda fila empezando por abajo, ubicado entre el escritor Oscar Wilde y Marlon Brando.
- Tom Mix es mencionado en el episodio piloto de la teleserie "The Hillbillies" de los años 60, una de las primeras sitcom, para la CBS.

- Se le menciona brevemente en la película "Changeling" con Angeline Jolie ("El Sustituto" en español) durante la entrevista al niño que se hizo pasar por Walter Colins, y éste menciona que deseaba conocer al actor.

- En México, Carlos García Agraz dirigió la película Mi querido Tom Mix.

- En México en Veracruz, específicamente en la ciudad de Xalapa, hay unas taquerías que llevan el nombre "Tom Mix"

## Tom Mix también és uno de los personajes (secundarios) de la saga "El mundo del Río" del escritor Philip J. Farmer
- Esta obra contiene una traducción  derivada de «Tom Mix» de Wikipedia en inglés, publicada por sus editores bajo la Licencia de documentación libre de GNU y la Licencia Creative Commons Atribución-CompartirIgual 4.0 Internacional.